# Stadtbibliothek Baden-Baden
Die Stadtbibliothek Baden-Baden mit ihren Abteilungen Kinderbibliothek, Musikabteilung, Jugendbibliothek und Muße-Literaturmuseum bietet auf 1500 m² in drei miteinander verbundenen Gebäuden rund 100.000 Medien an. Der Bücherbus, eine Kooperation mit dem Landkreis Rastatt, versorgt die Grundschulen im Stadtkreis und steht allen interessierten Bürgerinnen und Bürgern offen.

## Angebote der Stadtbibliothek

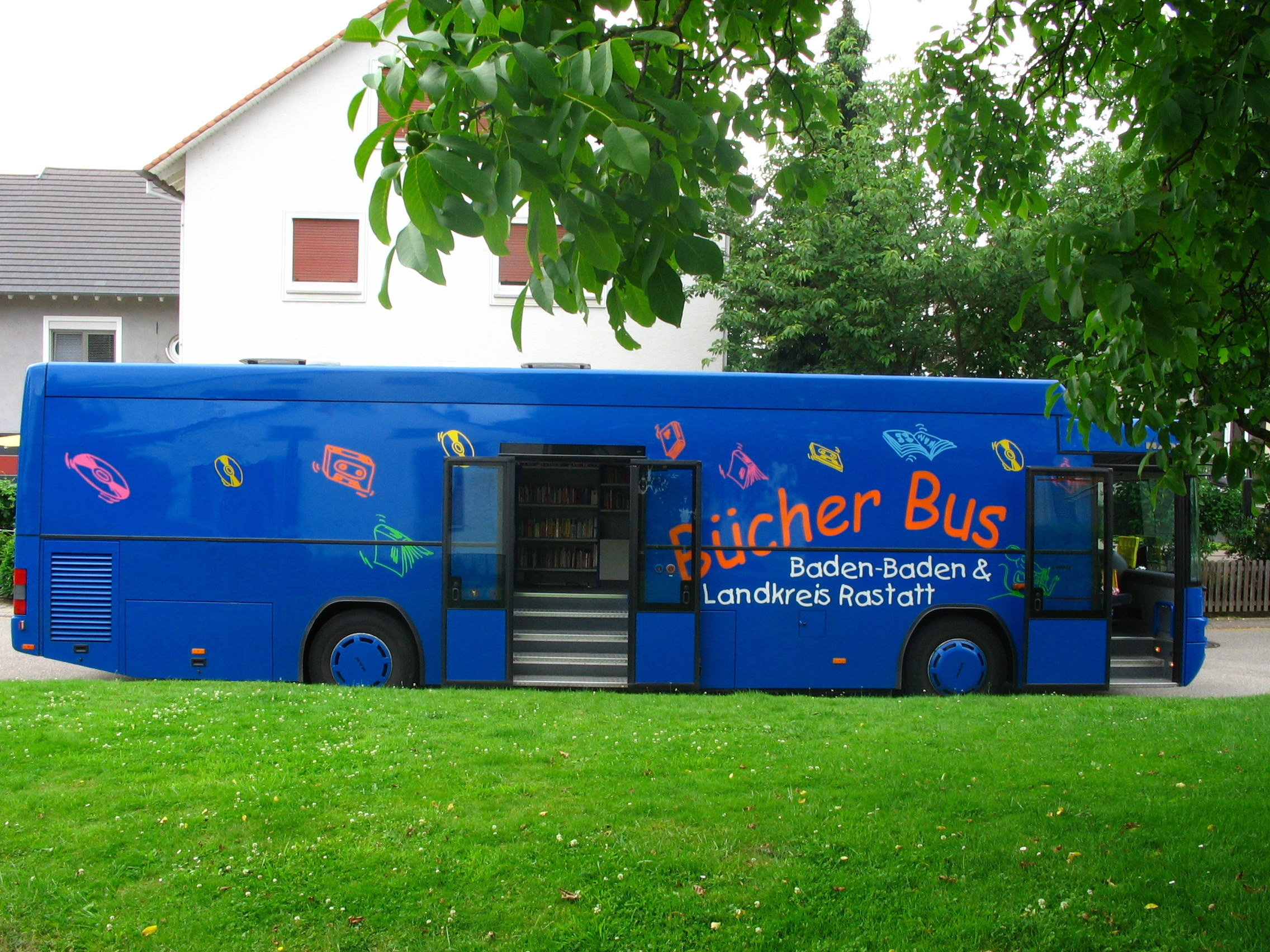
Gemeinsamer Bücherbus der Stadtbibliothek Baden-Baden und des Landkreises Rastatt

Die Stadtbibliothek bietet auf vier Stockwerken (1500 m²) in drei zusammenhängenden Gebäuden knapp 100.000 Medien zur Ausleihe an. Der Anfang 2011 bezogene Neubau fügt sich in das Ensemble von Villa und Gartenhaus ein. Neben dem allgemeinen Sachbuch- und Romanbestand sind besonders die Kinderbibliothek, die Musikabteilung mit Noten und CDs sowie die 2008 eröffnete Jugendmedien@age (jetzt Jugendbibliothek) hervorzuheben. Außerdem stehen PCs zur Internetnutzung sowie zwei DVD-Stationen zur Verfügung. Im Lesesaal stehen zahlreiche aktuelle Zeitungen und Zeitschriften bereit, ältere Exemplare der örtlichen Tageszeitung können auf Mikrofilm eingesehen werden.
So bietet die Stadtbibliothek Baden-Baden ein breites Angebot an Medien für Bildung, Kultur und Freizeit an. Besonders die Vermittlung von Informationskompetenz und Leseförderung sind als feste Bestandteile im Konzept der Stadtbibliothek verankert, was sich in einer intensiven Zusammenarbeit mit den örtlichen Kindergärten und Schulen widerspiegelt.
Durch die Klassenausleihe im Bücherbus bekommen alle Grundschüler in den Ortsteilen Lichtental, Haueneberstein, Neuweier, Sandweier, Steinbach, Varnhalt, Balg und Weststadt einen ersten Kontakt mit der Stadtbibliothek. Im Hauptgebäude werden zahlreiche Konzepte für Klassenführungen für alle Altersgruppen angeboten: Vorlesen und Spielen für Schoßkinder und Kindergartengruppen, diverse Formate für Grundschulen und Führungen mit OPAC-Einführung zur Stärkung der Informationskompetenz für die Klassenstufen 5 bis 12. Auch beim Vorlesewettbewerb des Börsenvereins des Deutschen Buchhandels sowie bei den städtischen Ferienprogrammen engagiert sich die Stadtbibliothek. Seit 2016 werden im MakerSpace auch Workshops mit LEGO Education und anderen Materialien durchgeführt.
Seit 2008 besteht die Jugendbibliothek (ursprünglich "Jugendmedien@age"). Auf 100 m² finden Jugendliche im Alter von 12 bis 20 Jahren rund 9000 Medien für den Schul- und Freizeitbereich. Ebenso können Arbeitstische für Gruppenarbeit und Lese-Nischen genutzt werden. Die Jugendbibliothek wird als Juniorfirma von den Auszubildenden der Stadtbibliothek geführt.
Als digitale Dienstleistungen stehen das Munzinger-Archiv, die Datenbanken und Trainings von Brockhaus, die Onleihe, PressReader für internationale Zeitungen und Zeitschriften, der Musikstreamingdienst Freegal und die englischsprachige Datenbank Britannica Library zur Verfügung.
Mit der Baden-Badener Bibliotheksgesellschaft e.V. steht der Stadtbibliothek ein Förderverein und Freundeskreis zur Seite. Mit ihrem Jahresbeitrag tragen die Mitglieder dazu bei, das Angebot der Stadtbibliothek um literarische Veranstaltungen für Kinder und Erwachsene zu erweitern. Der zweimal im Jahr stattfindende Bücherflohmarkt in der Stadtbibliothek ist eine Initiative der Baden-Badener Bibliotheksgesellschaft.

## ML - Muße-Literaturmuseum Baden-Baden
Im Muße-Literaturmuseum Baden-Baden, eröffnet im Oktober 2021, wird die antike Idee der Synthese von Museum und Bibliothek modern interpretiert. Das Konzept wurde in enger Kooperation mit der Universität Freiburg (DFG-Sonderforschungsbereich 1015 „Muße“) entwickelt. Es beinhaltet 18 Stationen, die über verschiedene Bibliotheksbereiche verteilt sind und die Baden-Baden als Lebensort für Literatinnen und Literaten, als „erzählte Stadt“, als Lehr- und Lernort und als Raum für Muße präsentieren.

## Geschichte
Die Stadtbibliothek Baden-Baden wurde am 1. April 1901 als „Volksbibliothek mit Lesesaal“ mit einem Anfangsbestand von 3500 Büchern eröffnet. Trotz stetig steigender Leserschaft (1901 waren es 1104, 1910 dann 3498 und 1916 gar 6195 Leser) bewegte sich die personelle und finanzielle Ausstattung 20 Jahre auf niedrigem Niveau. Erst ab 1907 wurde der Bibliothek ein Etat für den Bucherwerb zugeteilt, und ab 1920 mit Kuno Brombacher der erste ausgebildete Bibliothekar eingestellt.
Die Säuberungsaktionen in der Zeit des Nationalsozialismus hinterließen auch in der Stadtbibliothek Baden-Baden deutliche Spuren: der Buchbestand wurde in den Jahren von 1933 bis 1937 um fast die Hälfte auf 7630 Bände reduziert.
Das Ausleihsystem der ersten Jahrzehnte war entsprechend der damals üblichen Leseberatung eine Schalterausleihe, bei der die Leser nicht selbst ihre Auswahl treffen durften. Der Bibliothekar konnte sein Fachwissen und gleichzeitig sein psychologisches Einfühlungsvermögen beweisen, um dem fragenden Leser das für ihn richtige Buch zu empfehlen. Der Bibliothekar wirkte dabei erzieherisch auf den Leser ein, wobei besonders auf jüngere Leser geachtet wurde.
Der Bürger wurde erst 1954 im Bereich Jugendbücher, 1959 bei Sachbüchern und 1961 bei der Romanauswahl für mündig erklärt. In der Freihandaufstellung sieht der Leser nun die alphabetisch oder systematisch angeordneten Buchtitel in den Regalreihen.
Grundstück und Gebäude sind nach 1945 als „Stiftung der Familie Schulz“ in den Besitz der Stadt Baden-Baden übergegangen. Im Testament wurde bestimmt, dass im Hause eine städtische Bibliothek eingerichtet werden soll. Das war der Grundstein für den Umzug der Stadtbibliothek vom Palais Hamilton in einen Teil der jetzigen Räume im Jahr 1953.
Erweiterungen und Umbauten prägten die folgenden Jahrzehnte. Im Jahre 1979 erwarb die Stadt das Gebäude Lange Str. 43, das unmittelbar an die bestehende Bibliothek anschloss. Ein größerer Umbau erfolgte 1994. Dabei wurde der Haupteingang zur Fußgängerzone verlegt und dort ein Bereich mit zentraler Verbuchungstheke geschaffen. Im Jahre 2006 folgte eine erneute Baumaßnahme im Eingangsbereich und die Einführung der Selbstverbuchung mit RFID.
Im Januar 2011 konnte nach zwölfmonatiger Bauzeit der Neubau der Stadtbibliothek bezogen werden. Ein Teil des bisherigen Bibliotheks-Gebäudes war zugunsten des Einzelhandels geräumt worden, die bislang dort untergebrachten Medien befinden sich nun im angrenzenden Neubau. Die Stadtbibliothek verfügt damit über einen großzügigen Eingangsbereich, da durch Verzicht von bisherigen Büro- und Kellerräumen die Publikumsfläche vergrößert werden konnte. Der Fahrstuhl ermöglicht eine barrierefreie Nutzung der Stadtbibliothek.